# CONWIP
Le Constant Work in Process (en abrégé ConWIP, « niveau constant d'en-cours ») est une méthode de gestion de production à flux tiré. 

## Description
D'après la classification de Spearman, ce système est en quelque sorte une combinaison du flux tiré et du flux poussé. Pour rappel, dans une gestion à flux poussé, les ordres de production sont planifiés, généralement par un progiciel de gestion intégré (ERP) capable d'établir des prévisions de ventes. Ces ordres de production sont poussés dans la ligne de production et ce qui lance la production. Dans une gestion à flux tiré, le démarrage de la production d'un poste est conditionné par la demande d'un des postes sous-jacents. 
Le ConWip est considéré comme une sorte de Kanban à un seul étage ou comme un système hybride à flux tirés-poussés. Alors que le Kanban maintient un contrôle plus rapproché du travail en cours, en usant d'un contrôle poste par poste avec des cartes spécifiques, le ConWIP est beaucoup plus simple à mettre en place car il ne nécessite qu'un jeu de cartes qui permettra à la matière première de passer au travers de tous les postes de production. La méthode est compatible avec la méthode de planification des ressources de production, Manufacturing Resources Planning (MRP). De la même manière que le Kanban, le ConWIP utilise des cartes afin de contrôler le niveau des en-cours de fabrication (work in progress), cependant ces cartes traversent tous les postes de production alors que les cartes du Kanban tournent autour d'un seul poste de production.
Pour mieux comprendre le système, un exemple : tant qu'un produit n'est pas terminé, il n'y a pas de carte libre. Si un produit se termine cette carte va retourner au début de la ligne et récupérera de nouvelles spécifications correspondant à une nouvelle commande. Ainsi chargée, la carte va pouvoir donner les différentes caractéristiques du produit aux différents postes quelle va rencontrer jusqu'à la sortie de l'atelier du produit. Ainsi la carte aura bouclé le tour. 
Spearman et al. affirment dans leur étude basée sur des simulations de systèmes de production que le ConWIP est capable d'obtenir un niveau d'en-cours produits plus faible que le Kanban. On peut expliquer ce fait par le nombre réduit de boucles et donc par un temps réduit de remontée des demandes.